# Netsanet Desta
Netsanet Gebre Desta, född 26 oktober 2000, är en etiopisk friidrottare som tävlar i medeldistanslöpning.

## Karriär
Desta gjorde sin första internationella tävling i juli 2017 vid ungdoms-VM i Nairobi, där hon blev diskvalificerad på 800 meter. I mars 2018 var hon en del av Etiopiens lag som tog guld i mixstafetten vid afrikanska mästerskapen i terränglöpning i Chlef.
I april 2021 tog Desta silver på 800 meter vid etiopiska mästerskapen i Addis Abeba. I juli samma år tävlade Desta för Etiopien vid OS i Tokyo, där hon blev utslagen i försöksheatet på 800 meter. I mars 2022 vid etiopiska mästerskapen i Awasa tog Desta återigen silver på 800 meter.

## Tävlingar

### Internationella
| År                    | Tävling                   | Plats                 | Placering             | Gren                  | Tid                   |
| Tävlande för Etiopien | Tävlande för Etiopien     | Tävlande för Etiopien | Tävlande för Etiopien | Tävlande för Etiopien | Tävlande för Etiopien |
| --------------------- | ------------------------- | --------------------- | --------------------- | --------------------- | --------------------- |
| 2017                  | Ungdomsvärldsmästerskapen | Nairobi, Kenya        | –                     | 800 meter             | 0DSQ0                 |
| 2021                  | Olympiska sommarspelen    | Tokyo, Japan          | 25:e (försöksheat)    | 800 meter             | 2.01,98               |

### Nationella
- Etiopiska friidrottsmästerskapen:
  - 2021:  Silver – 800 meter (2.00,90, Addis Abeba)[5]
  - 2022:  Silver – 800 meter (2.02,70, Awasa)[5]

## Personliga rekord
| Utomhus - 800 meter – 1.59,39 (Hengelo, 8 juni 2021) | Inomhus - 800 meter – 2.03,57 (Dortmund, 12 februari 2022) - 1 500 meter – 4.10,32 (Mondeville, 9 februari 2022) - Engelsk mil – 4.27,22 (Liévin, 17 februari 2022) |